# 艾努语
艾努語（拉丁化：Äynu, Aini, Aynu, Ainu, Eyni），或称阿布达里語（維吾爾語：ئابدال‎, Abdal）是一种使用于中华人民共和国新疆维吾尔自治区的语言，是中国未识别民族艾努人的母语。“艾努” (Äynú (ئەينۇ, [ɛjˈnu])) 来源于艾努人的自称，其他民族称他们为“阿布达里”。
艾努语用于艾努人内部交流，也具有家庭秘密语言的性质，因而其始终未彻底被维吾尔语同化。在文法上它与维吾尔语差别很小，但有着大量的伊朗语族来源的词汇，因此艾努语的归类也存在争议，有的人将其视为突厥语系语言，也有人将其视为一种混合语或者伊朗语族语言。

## 族群、历史及现状
艾努语是艾努人或称阿布达里人的母语。艾努人主要生活在中华人民共和国新疆維吾爾自治區的塔里木盆地的塔克拉瑪干沙漠邊緣一帶。他们聚群而居，具有很强的族群意识，信仰伊斯兰教什叶派苏菲主义，从事手工业、割礼、占卜以及乞讨等活动，不与外族人通婚。由于信仰以及所操职业的不同，历史上艾努人长期受到维吾尔人等信仰伊斯兰教逊尼派的族群的长期歧视，维吾尔将他们称为“阿布达里人”，意为“乞丐”。在这种情况下，艾努人实行完全双语制，即同时掌握和使用艾努语与维吾尔语两种语言，他们对外（维吾尔人以及其他族群）使用维吾尔语，对内使用艾努语，艾努语作为族群交流语言和家庭秘密语言。艾努人能听懂维吾尔语，但外人通常听不懂艾努语。
艾努人并非新疆原著居民。艾努人的具体起源有不同的说法，根据民间传说、宗教信仰及比较语言学、历史语言学研究，可以判断今天的艾努人来自于伊朗，说伊朗语族的一种语言，并非于阗等说伊朗语族的土著居民的后裔。艾努人最晚应该在十八世纪中叶进入新疆，进入新疆之后，艾努人的语言逐渐被维吾尔语同化，在音系、语法方面发生变化，在长期的历史发展中发生质变，变成了混合语或者突厥语族语言，音系和语法与维吾尔语已经很接近。由于族群保密等缘故，艾努语中仍保留了大量的与维吾尔语完全不同的词。
由于艾努语作为对内语言，而且艾努人都会说维吾尔语，因此在很长的时间内都没有人发觉这一语言的存在。20世纪初期，有西方学者前往新疆进行考察，当有学者发现艾努人之间使用一种“秘密语言”，学者斯坦因都认为这可能是一种伊朗语族的语言。20世纪70年代，艾努语才在田野调查中得到了中国语言学者的关注。至今，艾努语仍然被艾努人广泛使用着，但随着中华人民共和国大规模推广普通话加上现代维吾尔语的强势影响，艾努语的使用范围正在逐渐减少。

## 音系
根据赵相如等（2011）的描述，艾努语的语音状况如下。

### 元音
艾努语有八个元音，这八个元音与维吾尔语相同。舌位图如下：

艾努语有元音和谐律，但通常仅在维吾尔语词缀成分中起作用。/ɑ/和/ɛ/可以分别弱读为/e/和/i/，这也是波斯语、维吾尔语和艾努语共有的特征。艾努语的/i/、/u/、/y/在非重读音节的两个清辅音之间时也会清化变成清化元音，这点和维吾尔语类似（参见维吾尔语#元音）。

### 輔音
艾努语中有22个辅音，与维吾尔语口语辅音音位的数目相当。这些辅音如下表所示。
|        | 双唇音 唇齿音 | 双唇音 唇齿音 | 齿龈音 | 齿龈音 | 龈后音 硬颚音 | 龈后音 硬颚音 | 软腭音 | 软腭音 | 小舌音 | 小舌音 | 喉音 | 喉音 |
| ------ | ------------- | ------------- | ------ | ------ | ------------- | ------------- | ------ | ------ | ------ | ------ | ---- | ---- |
| 塞音   | p             | b             | t      | d      |               |               | k      | ɡ      | q      |        |      |      |
| 塞擦音 |               |               |        |        | t͡ʃ            | d͡ʒ            |        |        |        |        |      |      |
| 擦音   | (f)           | (v)           | s      | z      | ʃ             |               |        |        | χ      | ʁ      |      | ɦ    |
| 鼻音   | m             | m             | n      | n      |               |               | ŋ      | ŋ      |        |        |      |      |
| 闪音   |               |               | r      | r      |               |               |        |        |        |        |      |      |
| 边近音 |               |               | l      | l      |               |               |        |        |        |        |      |      |
| 近音   |               |               |        |        | j             | j             |        |        |        |        |      | w    |

艾努语塞音有清浊对立，清塞音和塞擦音通常送气，但是在词尾，/b/、/d/、/g/等浊塞尾很罕见，音结尾的清浊音可以自由变读。艾努语中词语末尾的/r/，有时会读作/j/，这是维吾尔语和田方言影响所致。大多数辅音既可以做词首、也可以做词尾，也可以出现在词中，只有/ŋ/不能出现在词首。
老人所操的艾努语辅音系统与年轻人有所不同。艾努语中原来有丰富的复辅音，复辅音数量可达二十余种，这些复辅音来自于伊朗语族，但是在年轻人的语言中，许多复辅音往往通过插音或者省略辅音变成单辅音，这在一定程度上是维吾尔语影响的结果。艾努语中原有音位/f/和/v/，但在维吾尔语的影响下已经逐步消失，在年轻人的语言中被/p/和/w/所代替。总而言之，老年人的辅音音系更接近伊朗语族、而年轻人的辅音音系更接近维吾尔语，这也反映了艾努语的发展趋势。

### 音节和重音
艾努语的读音有六种类型，在一个音节中，元音前最多有一个辅音，元音后最多可以有两个辅音。双音节的词重音位置不确定，多音节有时落到倒数第二个音节上，词汇接词缀时重音会向后移动，通常落在最后一个音节上。

## 词汇
艾努语中词汇大多数来自突厥语族及伊朗语族。根据赵相如等人于2011年的调查，4200个艾努语常用词汇中有2746个与维吾尔语相同，其中包含波斯语源词也包含突厥语词汇，约占总数的65%；与维吾尔语完全不同的词汇约有1400个，占35%。艾努语中的基本词汇大多来自伊朗语族，这也表明艾努语来源于伊朗语族，经过长期的演化后转变为突厥语族语言或是一种混合语。
艾努语有单纯词、派生词和合成词三种词汇构成法。派生词的词缀既有维吾尔语来源也有波斯语来源，老人多使用波斯语的词缀，而年轻人多使用维吾尔语来源的词汇和词缀。

### 引用
1. 1 2  Johansson 2001
2. ↑  Bakker 2003，第107-150頁
3. 1 2  赵相如等 2011，第47頁
4. ↑  赵相如等 2011，第6頁
5. ↑  Johansson 2001，第22頁
6. ↑  赵相如等 1981，第12-13頁
7. ↑  赵相如等 2011，第12-13頁
8. ↑  赵相如等 2011，第13-15頁
9. ↑  艾力·吾甫尔 2013，第68-69頁
10. ↑  奇慢姑丽·依明，第1頁
11. 1 2  赵相如等 2011，第21頁
12. ↑  赵相如等 2011，第22-26頁
13. ↑  赵相如等 1982，第260頁
14. ↑  赵相如等 2011，第26-27頁
15. ↑  赵相如等 1982，第79頁
16. ↑  赵相如等 2011，第33-34頁
17. ↑  赵相如等 2011，第28-31頁
18. ↑  赵相如等 2011，第31頁
19. ↑  赵相如等 2011，第32頁
20. ↑  赵相如等 2011，第34-36頁
21. ↑  赵相如等 2011，第20頁
22. ↑  赵相如等 1982，第267-269頁

#### 期刊
- 祖丽菲亚·吐尔逊. . 西北民族研究. 2009, (3): 87–94. doi:10.3969/j.issn.1001-5558.2009.03.011.
- 艾力·吾甫尔. . 西域研究. 2006, (3): 64–70. doi:10.3969/j.issn.1002-4743.2006.03.009.
- 奇慢姑丽·依明. . 新疆师范大学.
- 艾力·吾甫尔. . 中国史研究动态. 2013, (4): 68–75.
- 赵相如; 阿西木. . 民族语文. 1981, (2): 44-48.
- 赵相如; 阿西木. . 语言研究. 1982, (1): 259-279.

#### 图书
- 赵相如; 阿西木.  第1版. 北京: 民族出版社. 2011.03. ISBN 978-7-105-11364-4.
- 新疆维吾尔自治区民族语言文字工作委员会. . 北京: 北京语言大学出版社,. 2002.12. ISBN 7-5619-1128-9.
- Hayasi, Tooru. . Kyoto: Faculty of Letters, Kyoto University. 1999.
- Hayasi, Tooru. . Wiesbaden: Harrassowitz. 2000.
- Tietze, Andreas & Ladstätter, Otto. . Wien: Verlag der Österreichischen Akademie der Wissenschaften. 1994.
- Lars Johansson.  2001.  Discoveries on the Turkic Linguistic Map.  Swedish Research Institute in Istanbul Publications 5.  Stockholm:  Svenska Forskningsinstitutet i Istanbul. Page  available online
- Bakker, Peter, , Matras, Yaron; Bakker, Peter  (编), , Trends in Linguistics, Berlin: Mouton de Gruyter, 2003, ISBN 3110177765